# Jack Belden

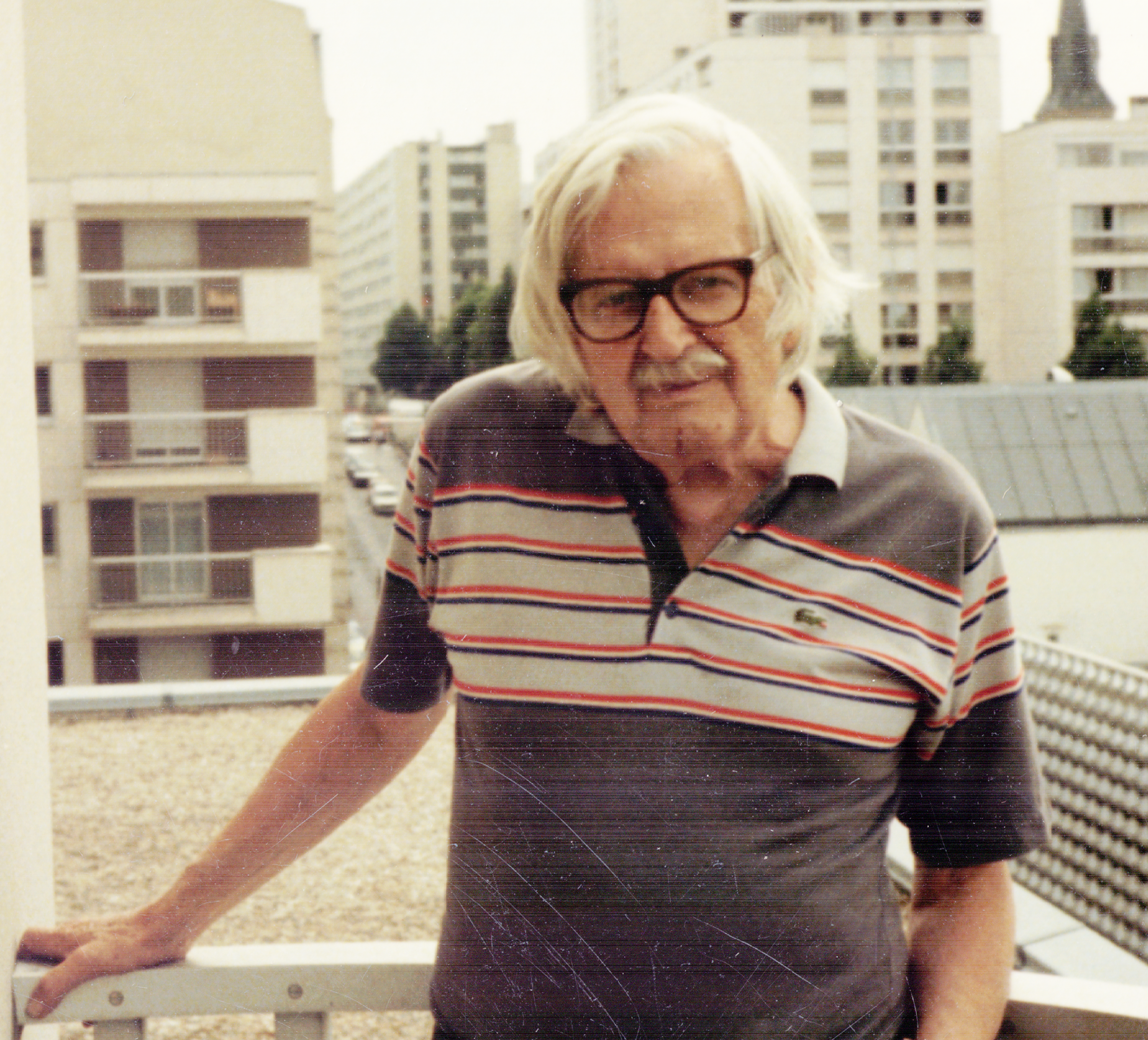
Jack Belden (1984)

Jack Belden (* 3. Februar 1910 in Brooklyn; † 3. Juni 1989 in Paris) war ein US-amerikanischer Kriegskorrespondent und Schriftsteller, der sich vor allem mit dem Zweiten Japanisch-Chinesischen Krieg, dem Zweiten Weltkrieg und dem Chinesischen Bürgerkrieg beschäftigte.

## Leben
Nach dem Studienabschluss an der Colgate University arbeitete Jack Belden, zu Beginn der Weltwirtschaftskrise, zunächst als Seemann. 1933 ließ er sich in Shanghai nieder und lernte Chinesisch. Er bekam schließlich eine Stelle als Prozessberichterstatter für Shanghais englischsprachige Zeitungen. Nachdem Japan 1937 in China einmarschiert war, arbeitete er für United Press, bevor ihn das Life Magazin abwarb. Während des Zweiten Weltkriegs war er als Korrespondent unter anderem für das Time Magazin in China, Nordafrika und Europa tätig.
Als einer der wenigen chinesisch sprechenden Korrespondenten der 1930er und 1940er Jahre war Belden direkt an der Kriegsfront tätig, um die Ereignisse sowohl aus Sicht der Soldaten als auch der Zivilbevölkerung schildern zu können. Er reiste dabei oft in Begleitung des Generals Joseph Stilwell und seiner Kollegen Agnes Smedley und Edgar Snow.
Tillman Durdin, ein Korrespondent der New York Times, sagte über Belden:
Zeitweise war es auch uns möglich, die chinesischen Truppen an die Front zu begleiten, um von dort zu berichten, aber normalerweise haben wir uns auf die Recherchen von Jack Belden und Joseph Stilwell gestützt, die sie direkt von der Front holten und allen zur Verfügung stellten.
Zu Beginn des Burmafeldzug 1942 waren Belden und Silwell die einzigen Reporter im amerikanischen Hauptquartier, als es durch den Einmarsch der japanischen Truppen von der Außenwelt abgeschlossen wurde. In seinem Buch Retreat With Stilwell (1943) schilderte er die Ereignisse und die anschließende Flucht nach Indien.
In Nordafrika berichtete er vom zermürbenden Marsch der britischen 8. Armee von Ägypten nach Tunesien während des Afrikafeldzugs. Auch hierbei versuchte er, so nah wie möglich vom Kriegsgeschehen und den Menschen, die gegeneinander kämpften, zu berichten. Der zweifach mit dem Pulitzer-Preis ausgezeichnete Korrespondent Don Whitehead erinnerte sich später in seinem Buch Beachhead Don, dass es Belden war, der ihn inspiriert habe und erklärte: „Ich habe mich für Beldens Vorgehensweise der Berichterstattung entschieden und versuche den Kampfhandlungen so nah wie irgend möglich zu kommen.“
Nach dem Afrikafeldzug begleitete Belden die Invasionstruppen im Rahmen der Operation Husky am 10. Juli 1943 nach Sizilien und am 9. September 1943, während der Operation Avalanche, nach Salerno. Im gleichen Jahr wurde ihm von einer Maschinengewehr-Salve ein Bein zertrümmert. Nach der Behandlung in den USA kehrte er nach Europa zurück und berichtete von der Landung der Alliierten in der Normandie und dem Ende des Krieges.
Still Time to Die (1944), eine Sammlung von kurzen Essays, enthält auch seine Reportagen von den Schlachtfeldern in Asien, Nordafrika und Europa.

## „China erschüttert die Welt“
China shakes the world war Beldens letztes und gleichzeitig bekanntestes Buch, das mit Red Star Over China von Edgar Snow und Thunder Out of China von Theodore White und Annalee Jacoby Fadiman zu den Standardwerken für das westliche Verständnis der chinesischen Revolution gezählt wird.
Der erste Teil ist im Reportagestil gehalten und stützt sich auf Augenzeugenberichte der lokalen Persönlichkeiten der Dörfer. die er bereiste. Belden kommt zu dem Schluss, dass die kommunistisch dominierte Regierung der Grenzregion die Loyalität der örtlichen Führer auf ihrer Seite hatte.
Im zweiten Teil des Buches analysiert er die langfristigen Folgen: Während seiner Meinung nach die Revolution auf dem Lande das Potenzial für eine demokratische Entwicklung hatte, leistete Maos nationale Revolution dem Despotismus Vorschub. Beldens Schlussfolgerung nach kamen die Kommunisten an die Macht, indem sie sich den Menschen in China scheinbar „liebevoll“ zuwendeten, ihre Bedürfnisse zu verstehen schienen und sie so für ihre Sache gewinnen konnten. Um dies zu tun, bauten Mao und seine Partei einen ganz neuen Machtapparat auf. Auch wenn sie sich ursprünglich aufrichtig für die Interessen der einfachen Menschen einsetzen wollten, habe die einseitige Machtstruktur dazu geführt, vor allem eigene Absichten zu verfolgen und die gewonnene Macht um ihrer selbst willen zu erhalten. Belden warnte davor, dass sich eine neue Elite aus den Reihen der politischen Führungskräfte über das chinesische Volk stellen und sich der demokratischen Kontrolle entziehen könnte. Die schweren politischen Fehler dieser Elite würden schließlich in endgültiger Tyrannei enden.
Belden veröffentlichte China shakes the world 1949, als die amerikanische Öffentlichkeit das Interesse an Berichten aus China bereits verloren hatte. Das Buch wurde daher erst in den 1960er Jahren bekannt, als es als Taschenbuch von Monthly Review Press mit einer wohlwollenden Einleitung von Owen Lattimore, einem einflussreichen US-amerikanischen Autoren und Chinaexperten, veröffentlicht wurde.

## Werke
- Retreat with Stilwell. Knopf, New York City 1943.
- China erschüttert die Welt. Verlag Neue Kritik, Frankfurt a. M. 1973, ISBN 3-8015-0113-2 (amerikanisches Englisch: China shakes the world. Übersetzt von Hans L. du Mont).
- Still Time to Die. Da Capo Press Inc, 1949, ISBN 0-306-70735-7.